# ERA (CP/M)
ERA – dyrektywa rezydentna systemu CP/M, zlecająca wykonanie polecenia powodującego usunięcie (skasowanie) grupy plików lub pojedynczego pliku. Nazwa polecenia jest skrótem od słowa z języka angielskiego "erase".
Dyrektywa ta może mieć następującą postać:
ERA [X:]nazwa wieloznacznausunięcie grupy plików, z bieżącego katalogu lub (jeżeli wyspecyfikowano) z napędu X:
ERA [X:]nazwa jednoznacznausunięcie konkretnego, pojedynczego pliku, z bieżącego katalogu lub (jeżeli wyspecyfikowano) z napędu X:
Powyższym poleceniem można kasować zbiory z obszaru bieżącego użytkownika. Usuwanie plików z obszaru innego użytkownika, wymaga przejścia do obszaru tego użytkownika dyrektywą USER. Ponadto należy podkreślić, że polecenie usuwa plik z katalogu i oznacza obszar zajmowany przez ten plik jako wolny, lecz nie niszczy zawartości zapisanej fizycznie na nośniku danych, przez co możliwe jest odzyskanie informacji, dla tak skasowanego pliku (o ile nie zostaną w tym miejscu nośnika zapisane nowe informacje – inny, nowy plik).